# Комано, Юити
Юити Комано (яп. 駒野 友一 Комано Ю:ити, род. 25 июля 1981[…], Кайнан, Вакаяма) — японский футболист, игравший на позиции защитника. Выступал в сборной Японии. Участник 2-х чемпионатов мира.
Свою профессиональную карьеру Комано начал в клубе «Санфречче Хиросима», за который отыграл семь сезонов, и проведя за него в различных турнирах более 200 матчей. С 2008 по 2015 год выступал за «Джубило Ивата».
В национальной сборной Юити Комано дебютировал 3 августа 2005 года в матче со сборной Китая, к настоящему моменту он провёл в её составе 56 матчей. Принимал участие в двух чемпионатах мира. На чемпионате мира 2010 в матче 1/8 финала против сборной Парагвая, единственный из обеих команд не реализовал послематчевый пенальти, вследствие чего Япония покинула чемпионат мира.